# マーヴィン・P・ブッシュ
マーヴィン・ピアース・ブッシュ（Marvin Pierce Bush、1956年10月22日 - ）は、ジョージ・H・W・ブッシュとバーバラ・ピアスの末息子。投資会社 Winston Capital Management （バージニア州マクリーン）共同設立者、マネイジング・パートナー。

## 家族
- 父：ジョージ・H・W・ブッシュ
- 母：バーバラ・ピアス
- 兄：ジョージ・W・ブッシュ
- 兄：ジェブ・ブッシュ
- 兄：ニール・ブッシュ
- 妹：ドロシー・ブッシュ
- 妻：マーガレット（Margaret Conway Molster）

子：2名（養子、Gladney Center、フォートワース、テキサス州）
- 娘：マーシャル（Marshall）
- 息子：ウォーカー（Walker）

## 略歴
- 母方祖父の名に因んで名付けられる。
- 1975年、ウッドベリー・フォレスト・スクール（英語版） 卒業
- バージニア大学科学学士（B.S.）取得
- 1993 - 2000年6月、Stratesec（元Securacom）取締役着任[1]

- 前HCC Insurance Holdings（Houston Casualty Company; 公的保険会社、NYSE上場）役員、現取締役会顧問

## 参照
1. ↑  Margie Burns (2005年2月15日). “Trimming The Bushes, Family Business at the Watergate”. The Washington Spectator